# Ignace Cotolendi

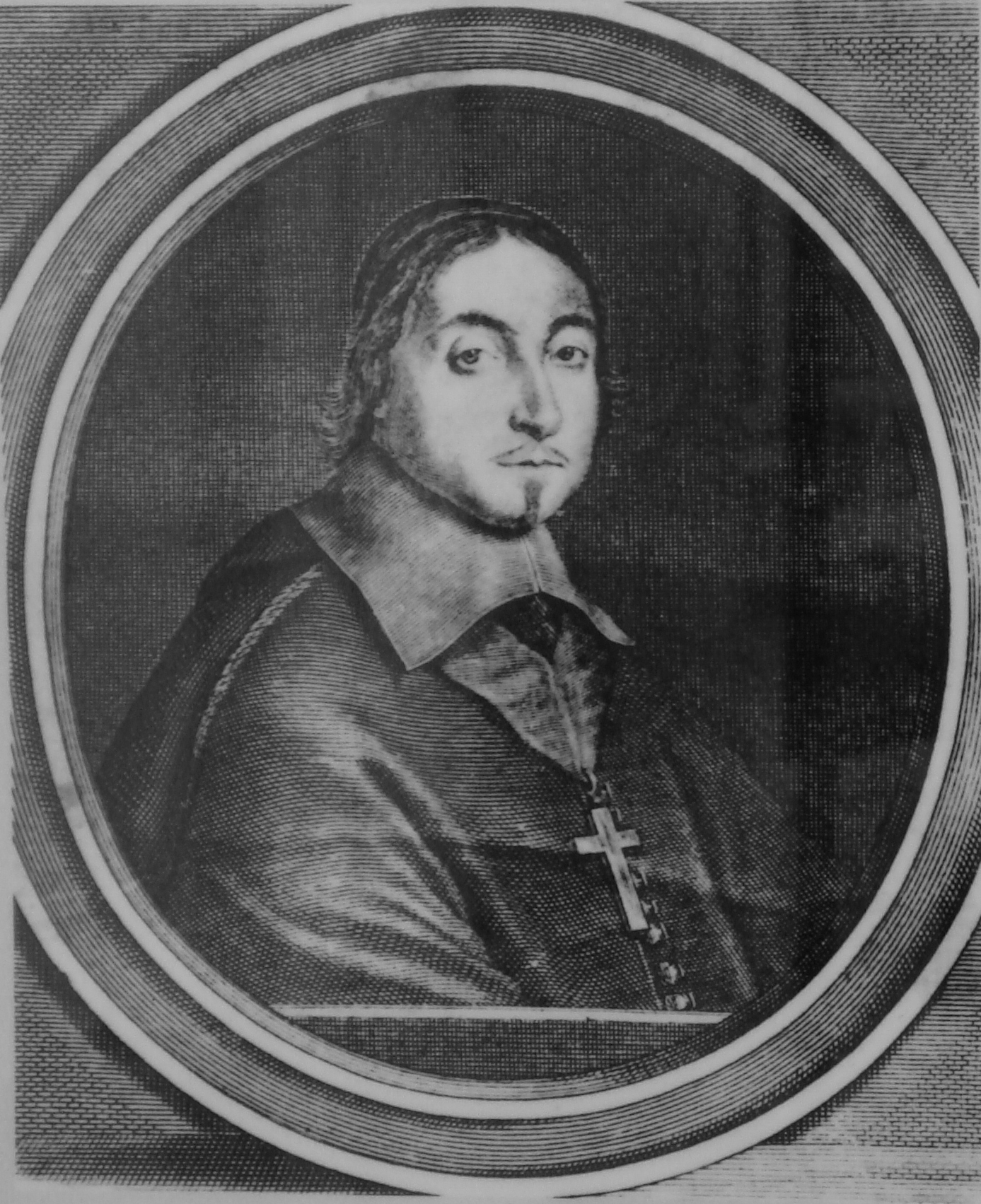
Monseñor Ignace Cotolendi (1630 - 1662).

Ignace Cotolendi, MEP (23 de marzo de 1630 - 16 de agosto de 1662) fue un obispo francés. Fue miembro fundador de la Sociedad de las Misiones Extranjeras de París y se convirtió en misionero en Asia.

## Vida
Nació en Brignoles, Var, Cotolendi fue reclutado por Alexandre de Rhodes, SJ como un voluntario del clero secular para ser misionero en Asia junto con François Pallu y Pierre Lambert de la Motte. {Estos fueron enviados al Lejano Oriente como vicarios apostólicos.
En 1660 Ignace Cotolendi fue nombrado obispo titular de Metellópolis, y vicario Apostólico de Nankín, con tres regiones del noreste de China, Tartaria y Corea bajo su responsabilidad. Fue el primer obispo de lo que es ahora la Arquidiócesis de Nankín.
Los tres obispos dejaron Francia (1660 - 1662) para ir a sus respectivas misiones, y cruzaron Persia y la India a pie, ya que Portugal se habría negado a realizar el Padroado de los misioneros por barco, y los neerlandeses y británicos se negaron a llevar a los misioneros católicos. Cotolendi viajó con tres misioneros el 3 de septiembre de 1661. Después de viajar por tierra a la India, Ignace Cotolendi murió cerca de Masulipatam como estaba esperando a su paso a Siam.